# Hobulaid
Hobulaid (szwe. Hästholm) – wyspa na Morzu Bałtyckim, u zachodnich wybrzeży Estonii, należąca do tego państwa. Sąsiaduje z wyspą Vormsi. Jej powierzchni obejmuje około 75 ha lądu, a długość linii brzegowej wynosi 6,7 km. Najwyżej położony punkt wyspy wznosi się na wysokość 6,6m. Wyspa ma kształt podłużny o maksymalnej długości około 2,5 km i rozciąga się w kierunku południkowym. Na wyspie znajdują się dwie automatyczne latarnie morskie, które razem z położoną na wysepce Rukkirahu latarnią morską, wskazują szlak z Rohuküla do Sviby na Vormsi.